# بات روي موني
بات روي موني هو عالم بيئة كندي، ولد في 1947.

## وصلات خارجية
- بات روي موني على موقع مونزينجر (الألمانية)